# Beggars
Beggars è il settimo album in studio del gruppo musicale rock statunitense Thrice, pubblicato nel 2009.

## Il disco
Il disco è uscito per la Vagrant Records nell'agosto 2009 in formato digitale, ma nel settembre seguente ne è uscita una nuova edizione in CD con tracce aggiuntive rappresentate da remix, B-sides e una cover.
Il disco è stato registrato tra il marzo e il giugno 2009 presso i New Grass Studios, ossia lo studio personale di Teppei Teranishi, che si è occupato anche della produzione.

## Tracce
1. All the World Is Mad – 3:59
2. The Weight – 5:00
3. Circles – 4:19
4. Doublespeak – 4:51
5. In Exile – 3:53
6. At the Last – 4:05
7. Wood and Wire – 4:10
8. Talking Through Glass / We Move Like Swing Sets – 4:30
9. The Great Exchange – 3:33
10. Beggars – 5:24

Tracce aggiuntive edizione CD
1. All the World Is Mad (Free the Robots remix) – 3:58
2. Answered (B-side) – 3:44
3. Circles (Textual remix) – 4:10
4. Helter Skelter (The Beatles cover) – 3:18
5. Red Telephone (b-side) – 2:35

## Formazione
- Dustin Kensrue - voce, chitarra
- Teppei Teranishi - chitarra, cori, tastiere
- Eddie Breckenridge - basso, cori
- Riley Breckenridge - batteria, percussioni

## Classifiche
| Classifica (2009)           | Posizione raggiunta |
| --------------------------- | ------------------- |
| Billboard 200 (Stati Uniti) | 47                  |